# Paraíso prohibido
Paraíso prohibido es el decimonoveno álbum de estudio del grupo de rock español Medina Azahara, publicado en 2016 por Mano Negra Records / Ediciones Senador.
Al igual que el álbum anterior, Las puertas del cielo, este trabajo fue grabado en los estudios Mart, en Córdoba, y producido por Manuel Ángel Mart, hijo del cantante Manuel Martínez.

## Lista de canciones
1. "La llave del Paraíso"
2. "Ven junto a mí"
3. "Recordando esa noche"
4. "Vive la vida cantando"
5. "Busca tu fe"
6. "Cuando estoy a solas"
7. "Y asi nacio el amor"
8. "El dolor de mi alma"
9. "El cielo a tus pies"
10. "Ella es"
11. "Ponte en pie"
12. "Mira las estrellas"
13. "Puñaladas en la oscuridad"
14. "Sonrie"

## Personal
- Manuel Martínez - voz
- Paco Ventura - guitarras, coros
- Juanjo Cobacho - bajo, coros
- Nacho Santiago - batería, coros
- Manuel Ibáñez - teclados, coros